# Ihram

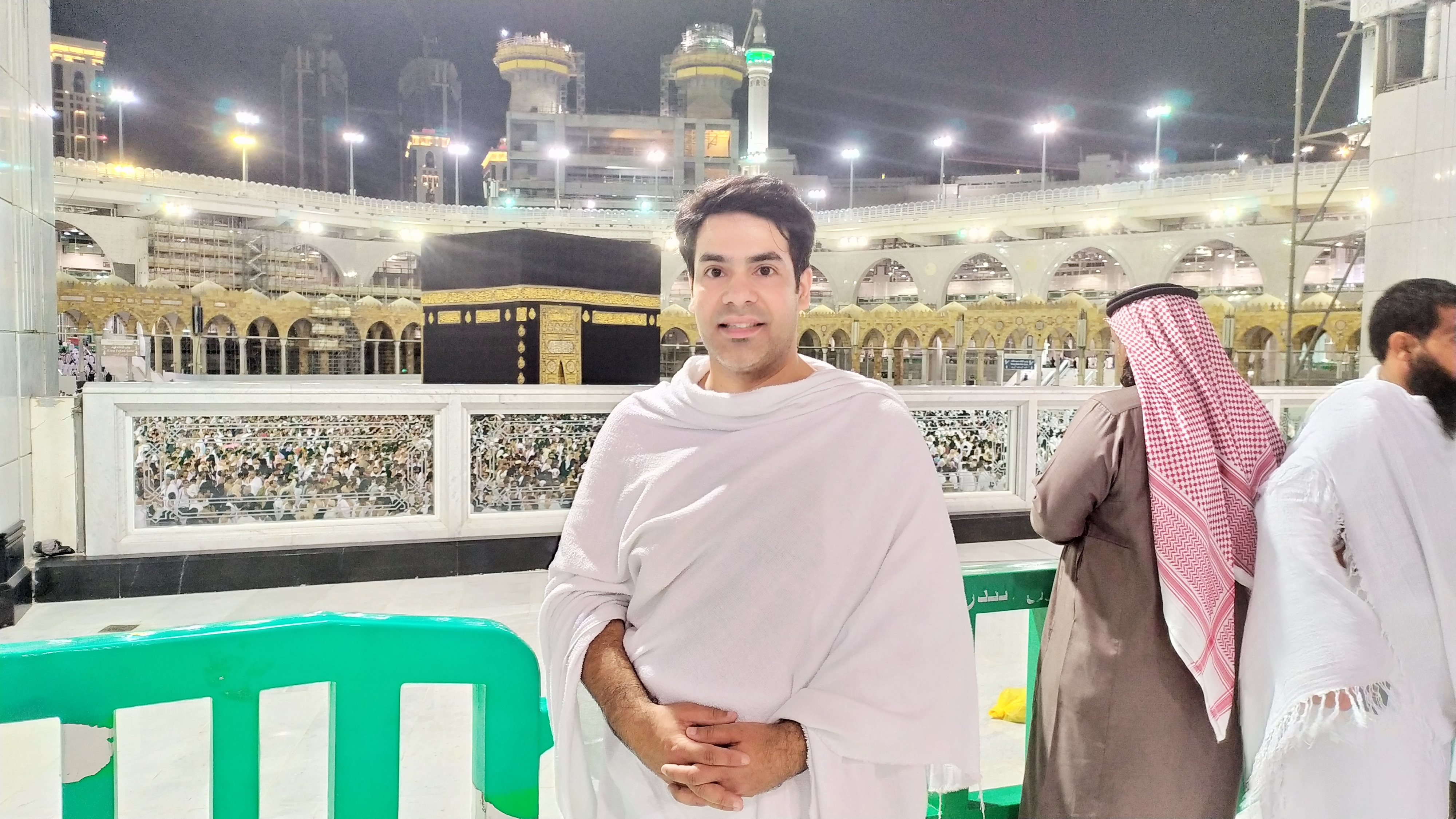
Un hombre vestido con el ihram ante la Kaaba.

El iḥrām (en árabe إحرام) es el estado de sacralización o consagración ritual en que debe encontrarse quien realiza los ritos de peregrinación a La Meca. Simboliza la entrada en el universo sagrado.
El peregrino debe someterse a una purificación física completa, hacer una ablución mayor y conservar una cierta higiene de vida mientras dure el ihram.
Para entrar en estado de ihram es necesario:
- Entrar en el territorio de la peregrinación y hacer una ablución mayor o lavado ritual de todo el cuerpo.
- Los hombres se perfuman la cabeza y la barba. Las mujeres no se perfuman.
- Los hombres deben vestir un hábito compuesto por dos piezas de tela blanca sin costuras que se enrollan alrededor del cuerpo, dejando al descubierto el hombro derecho. No deben cubrirse la cabeza ni el rostro.

Durante el ihram están prohibidos el matrimonio, la proposición de matrimonio y correr.
Al terminar la peregrinación, para salir del estado de sacralización el hombre se corta el cabello parcialmente o se rapa la cabeza y se quita el hábito. La mujer solamente se corta el cabello parcialmente.
- Datos: Q1130332
- Multimedia: Ihram / Q1130332